# Mayres-Savel
Mayres-Savel est une commune française située dans le département de l'Isère en région Auvergne-Rhône-Alpes.
Ses habitants sont appelés les Mayrants et Mayrantes.

## Géographie

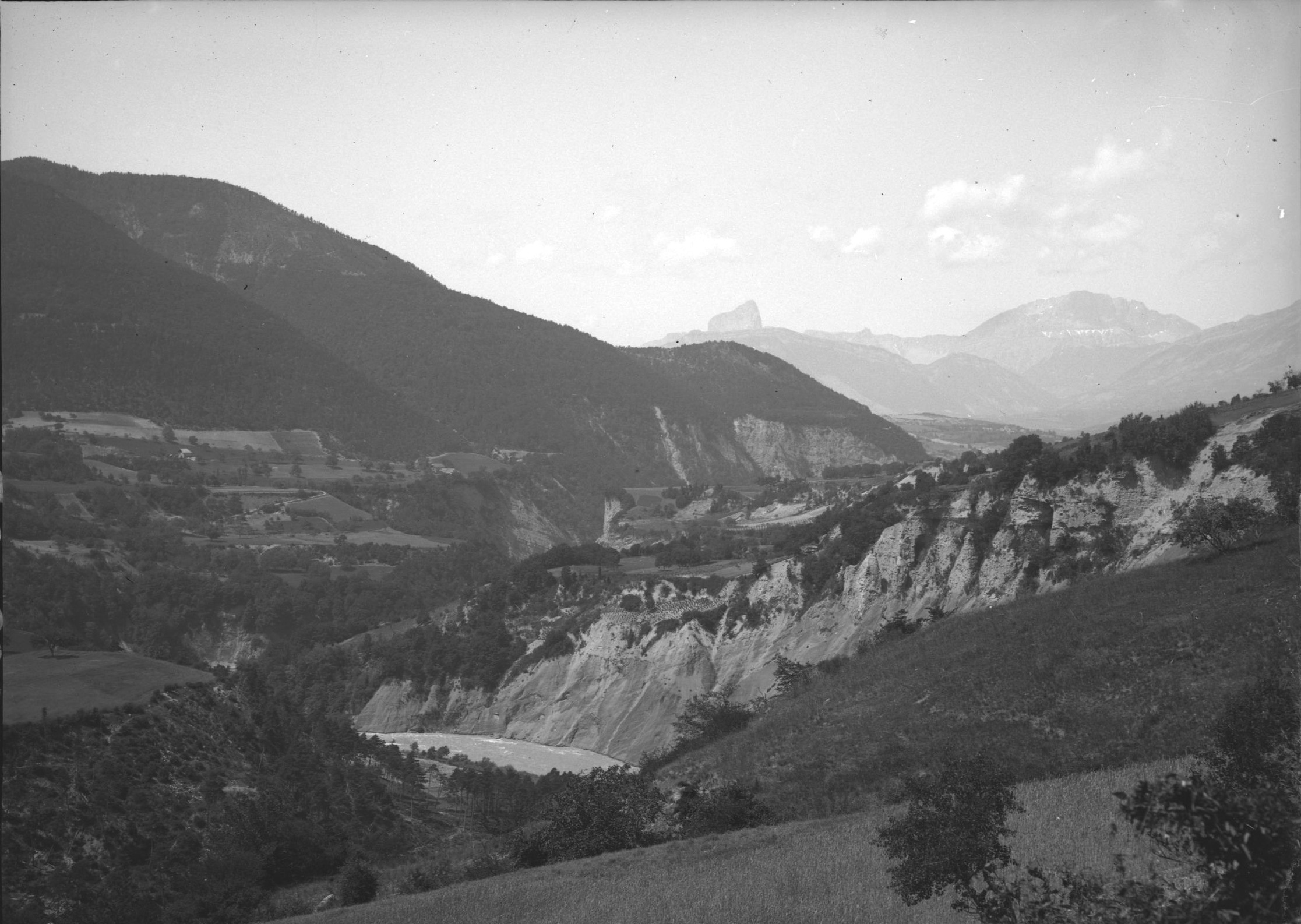
Le niveau du Drac à Mayres en 1911 (collection Musée dauphinois).

### Situation et description
Le territoire de la commune est situé dans la partie méridionale du département de l'Isère, au sud de l'agglomération grenobloise. Mayres-Savel est rattachée à la 	communauté de communes de la Matheysine.
Le plus grand alpage de France, à 1 769 m d'altitude, celui du Senépy avec ses 1 000 bovins, se trouve sur le territoire de la commune.

### Communes limitrophes
Limitrophes avec huit autres commune, le territoire de Mayres-Savel est bordé à l'est par  un lac de barrage, formé par le torrent le Drac.
| Marcieu  | La Motte-Saint-Martin | Prunières           |
| Treffort | Mayres-Savel          | Saint-Arey          |
| Lavars   | Cornillon-en-Trièves  | Saint-Jean d'Hérans |

### Géologie
Mayres-Savel est séparé de Saint-Arey par un grand ravin. À la limite de Saint-Arey, mais sur la commune de Mayres, se trouve « La Demoiselle », une formation rocheuse particulière,.

### Climat
Pour des articles plus généraux, voir Climat d'Auvergne-Rhône-Alpes et Climat de l'Isère.
En 2010, le climat de la commune est de type climat des marges montargnardes, selon une étude du Centre national de la recherche scientifique s'appuyant sur une série de données couvrant la période 1971-2000. En 2020, Météo-France publie une typologie des climats de la France métropolitaine dans laquelle la commune est exposée à un climat de montagne ou de marges de montagne et est dans la région climatique  Alpes du sud, caractérisée par une pluviométrie annuelle de 850 à 1 000 mm, minimale en été. 
Pour la période 1971-2000, la température annuelle moyenne est de 10,3 °C, avec une amplitude thermique annuelle de 18,7 °C. Le cumul annuel moyen de précipitations est de 939 mm, avec 9 jours de précipitations en janvier et 6 jours en juillet. Pour la période 1991-2020, la température moyenne annuelle observée sur la station météorologique de Météo-France la plus proche, « La Mure-radome », sur la commune de La Mure à 6 km à vol d'oiseau, est de 8,5 °C et le cumul annuel moyen de précipitations est de 948,6 mm,. Pour l'avenir, les paramètres climatiques de la commune estimés pour 2050 selon différents scénarios d'émission de gaz à effet de serre sont consultables sur un site dédié publié par Météo-France en novembre 2022.

### Hydrographie
La partie occidentale du territoire communal est bordé par le Drac, un affluent de l'Isère qu'il rejoint à Grenoble.

### Voies de communication
Le territoire communal est traversé par la route départementale 116 (RD116).

## Urbanisme

### Typologie
Au 1er janvier 2024, Mayres-Savel est catégorisée commune rurale à habitat dispersé, selon la nouvelle grille communale de densité à sept niveaux définie par l'Insee en 2022.
Elle est située hors unité urbaine. Par ailleurs la commune fait partie de l'aire d'attraction de Grenoble, dont elle est une commune de la couronne,. Cette aire, qui regroupe 204 communes, est catégorisée dans les aires de 700 000 habitants ou plus (hors Paris),.

### Occupation des sols
L'occupation des sols de la commune, telle qu'elle ressort de la base de données européenne d’occupation biophysique des sols Corine Land Cover (CLC), est marquée par l'importance des forêts et milieux semi-naturels (78,2 % en 2018), une proportion sensiblement équivalente à celle de 1990 (78,5 %). La répartition détaillée en 2018 est la suivante : 
forêts (48,1 %), milieux à végétation arbustive et/ou herbacée (30,1 %), zones agricoles hétérogènes (10,5 %), eaux continentales (8,2 %), terres arables (3,1 %). L'évolution de l’occupation des sols de la commune et de ses infrastructures peut être observée sur les différentes représentations cartographiques du territoire : la carte de Cassini (XVIIIe siècle), la carte d'état-major (1820-1866) et les cartes ou photos aériennes de l'IGN pour la période actuelle (1950 à aujourd'hui).

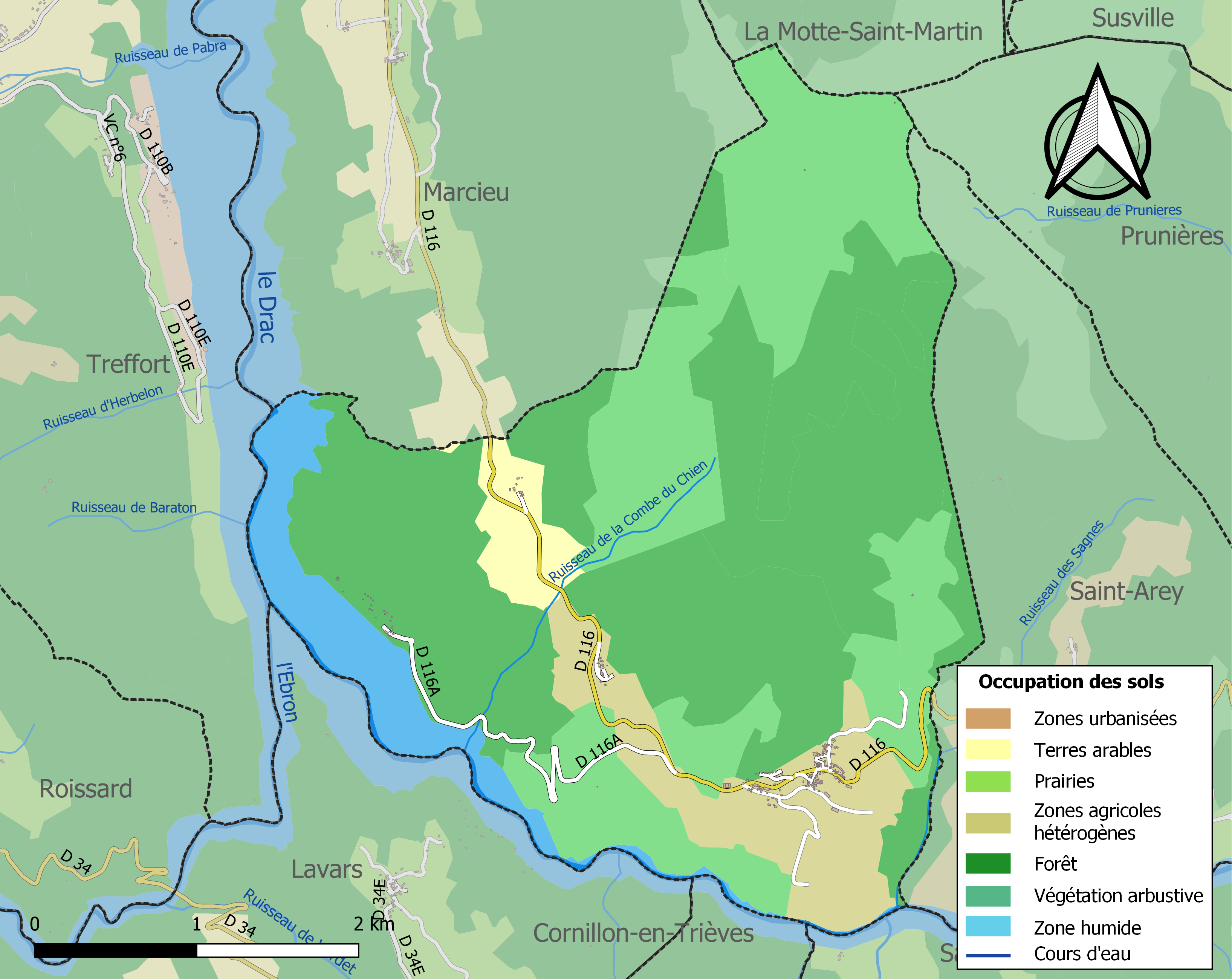
Carte des infrastructures et de l'occupation des sols de la commune en 2018 (CLC).

### Lieux-dits et écarts
- Montagne de Senépi
- Chardeau
- Cléau
- Chateaubois

## Histoire
Lors de l'enquête de 1339, Raymond del Sers, mistral du seigneur Lantelme Eynard (maison des Aynard ou Monteynard), précise que le château de Savel, centre de la seigneurie éponyme, est une maison forte : « quod dictum castrum non nomiauitur castrum I sed domum fortem ».
L'ancien pont sur le Drac fut abattu en 1720, ceci pour isoler le village et protéger de cette façon les habitants de la peste.
La commune de Savel a été engloutie sous les eaux du barrage de Monteynard-Avignonet en 1962. Pour en perpétuer le souvenir, son nom fut rattaché à celui de la commune voisine de Mayres par arrêté du 18 mars 1965, englobant ainsi les terrains non immergés de l'ancien territoire de Savel.

## Politique et administration

### Liste des maires
| Période | Période  | Identité             | Étiquette | Qualité  |
| ------- | -------- | -------------------- | --------- | -------- |
| 2001    | 2008     | Maurice Gouy-Pailler |           |          |
| 2008    | 2014     | Joseph Nier          |           |          |
| 2014    | 2020     | Claude Jacolin       | SE        | Retraité |
| 2020    | En cours | Jean-Michel Brugnera |           |          |

| Période | Période      | Identité          | Étiquette | Qualité |
| ------- | ------------ | ----------------- | --------- | ------- |
| 1808    | 1840         | Jean Nier         |           |         |
| 1840    | 1870         | Jean Maurice Nier |           |         |
| 1870    | 1876         | Jean Vernet       |           |         |
| 1876    | 1884         | Rémy Debon        |           |         |
| 1883    | 1884         | Clément Micand    |           |         |
| 1884    | 1891         | Rémy Debon        |           |         |
| 1891    | 1902 et plus | Joseph Béthoux    |           |         |

| Période                                  | Période | Identité       | Étiquette | Qualité           |
| ---------------------------------------- | ------- | -------------- | --------- | ----------------- |
| 1926                                     | 1962    | Maurice Arnaud |           | Notaire à La Mure |
| Les données manquantes sont à compléter. |         |                |           |                   |

## Population et société

### Démographie
L'évolution du nombre d'habitants est connue à travers les recensements de la population effectués dans la commune depuis 1793. Pour les communes de moins de 10 000 habitants, une enquête de recensement portant sur toute la population est réalisée tous les cinq ans, les populations de référence des années intermédiaires étant quant à elles estimées par interpolation ou extrapolation. Pour la commune, le premier recensement exhaustif entrant dans le cadre du nouveau dispositif a été réalisé en 2007.

En 2022, la commune comptait 92 habitants, en évolution de −14,81 % par rapport à 2016 (Isère : +3,07 %, France hors Mayotte : +2,11 %).
| 1793 | 1800 | 1806 | 1821 | 1831 | 1836 | 1841 | 1846 | 1851 |
| ---- | ---- | ---- | ---- | ---- | ---- | ---- | ---- | ---- |
| 228  | 172  | 233  | 226  | 233  | 234  | 229  | 223  | 234  |

| 1856 | 1861 | 1866 | 1872 | 1876 | 1881 | 1886 | 1891 | 1896 |
| ---- | ---- | ---- | ---- | ---- | ---- | ---- | ---- | ---- |
| 243  | 220  | 197  | 196  | 187  | 201  | 192  | 179  | 179  |

| 1901 | 1906 | 1911 | 1921 | 1926 | 1931 | 1936 | 1946 | 1954 |
| ---- | ---- | ---- | ---- | ---- | ---- | ---- | ---- | ---- |
| 160  | 165  | 157  | 144  | 150  | 138  | 136  | 125  | 123  |

| 1962 | 1968 | 1975 | 1982 | 1990 | 1999 | 2006 | 2007 | 2012 |
| ---- | ---- | ---- | ---- | ---- | ---- | ---- | ---- | ---- |
| 109  | 97   | 78   | 91   | 100  | 107  | 99   | 98   | 117  |

| 2017 | 2022 | - | - | - | - | - | - | - |
| ---- | ---- | - | - | - | - | - | - | - |
| 97   | 92   | - | - | - | - | - | - | - |

### Enseignement
La commune est rattachée à l'académie de Grenoble.

### Manifestations culturelles et festivités
- L'alpage de Sénépy célèbre la fête de l'alpage en août.

### Médias
La commune est située sur l'aire de diffusion de radio Ici Isère, une radio publique qui émet sur tout le territoire du département de l'Isère.

### Cultes
La communauté catholique et l'église paroissiale de Mayres-Savel (propriété de la commune) dépendent de la paroisse Saint Pierre Julien Eymard qui rassemble un grand nombre de villages autour de la cité de La Mure. Cette paroisse est rattachée au diocèse de Grenoble-Vienne.

## Culture et patrimoine

### Lieux et monuments

#### Patrimoine religieux
- L'église Saint-Jean-Baptiste de Mayres est une église d'architecture romane existant dès le XIe siècle. Les corniches de la nef et son clocher sont classés au titre des monuments historiques par arrêté du 20 août 1919[21].
- Chapelle Saint-Blaise de Savel[22]
- Chapelle du Souvenir, édifiée en 1961 par EDF[23] après la mise en eau du lac de Monteynard, qui engloutit l'ancienne chapelle de Savel[24], afin d'en conserver des objets religieux. Disparus lors d'un cambriolage en septembre 2024, ils furent retrouvés le mois suivant[25],[26]. Sur sa façade se trouve une grande image aérienne du hameau[27].

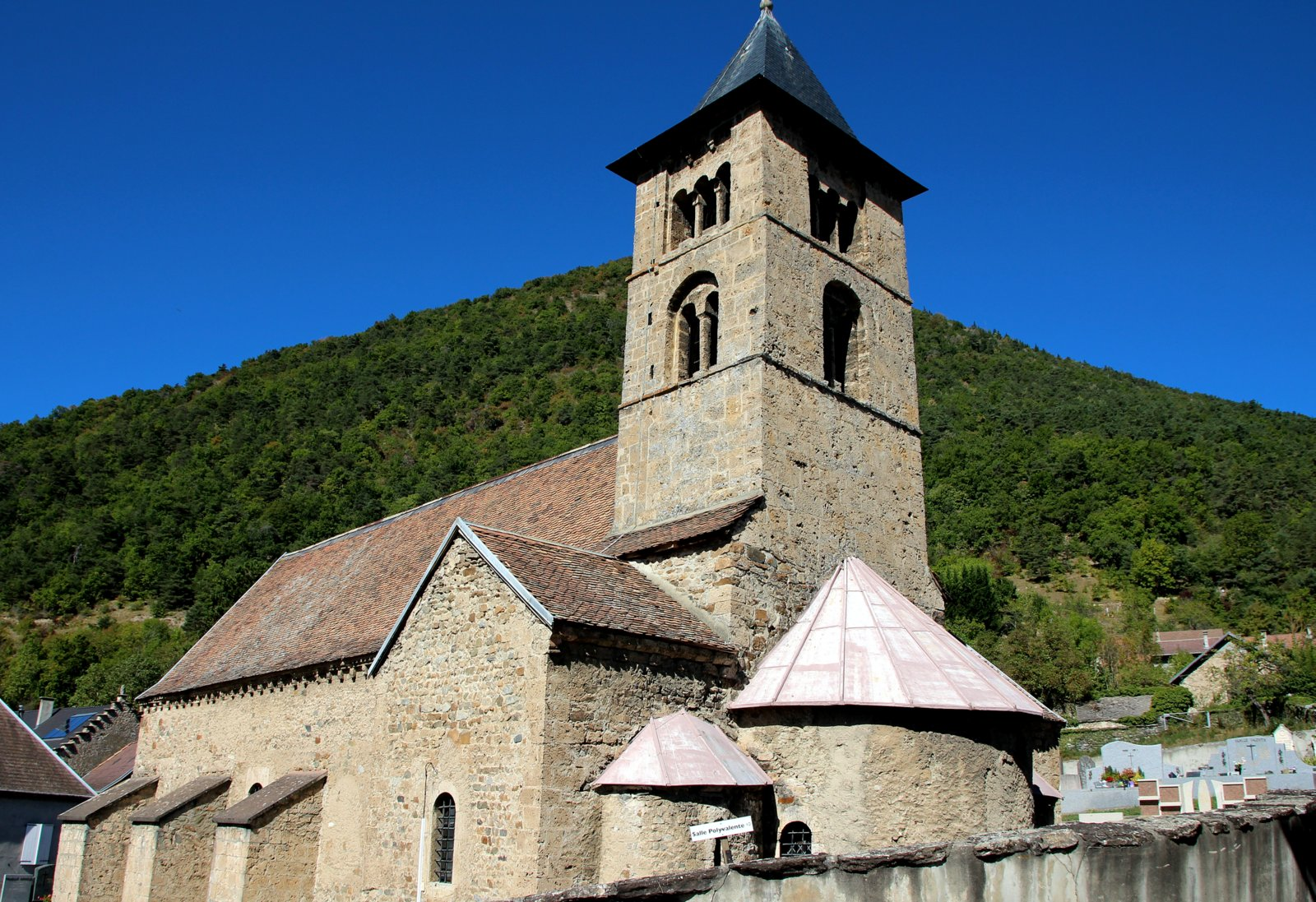
Église Saint-Jean-Baptiste de Mayres-Savel.

#### Patrimoine civil
- Un lieu à ferrer les bœufs sur la place du village, appelé « travail ».
- Ruines du château de Savel, du XIIe ou XIIIe siècle[28].
- Source d'eau chaude en contrebas du village

#### Patrimoine naturel
- Une source d'eau chaude se trouve dans la commune[1].

### Héraldique
|  | Mayres-Savel possède des armoiries dont l'origine et le blasonnement exact ne sont pas disponibles. |